# Lorenzo Valla
Lorenzo Valla (naamsvariant: Laurentius Valla) (1405 of 1407 - 1 augustus 1457) was een Italiaans humanist en filoloog die inhoudelijke tekstkritiek leverde op antieke Latijnse en Griekse teksten. Zijn voorganger, de grondlegger van het humanisme, Petrarca, had meer taalkundige tekstkritiek uitgeoefend. Valla vertaalde verschillende Griekse teksten (onder andere werk van Herodotus en Thucydides) in het Latijn. In 1440 publiceerde hij De donatione Constantini, een weerlegging van de echtheid van de Donatio Constantini. Verder werd vooral zijn De elegantiis Latinae linguae geroemd als pleidooi voor een terugkeer naar het klassieke Latijn.

## Levensloop
Lorenzo Valla werd tussen 2 augustus en 6 december 1406 in Rome geboren. Als zoon van de curiale kerkenraadsadvocaat Luca della Valla was hij van adellijke afkomst in de stad. Hij kreeg zijn opleiding van Leonardo Bruni en de curiesecretarissen Rinuccio da Castiglione en Giovanni Aurispa, die tot de beste filologen van hun tijd werden gerekend. Hij bestudeerde de geschriften van Aristoteles, Cicero, Quintilianus, Boethius en de kerkvaders, maar ook de scholastische literatuur, en werd een gerespecteerd deskundige op het gebied van de werken van Thomas van Aquino.
Valla werd vanwege zijn jeugd een baan in het Vaticaan geweigerd. Hij verliet Rome en verhuisde naar Piacenza. De eerste versies van zijn dialogen De voluptate en De libero arbitrio ontstonden in die tijd.
In 1431 zocht Valla opnieuw tevergeefs werk bij paus Eugenius IV. In de herfst volgde hij Gasparino Barzizza op de leerstoel retoriek in Pavia, waar hij nauw contact had met verschillende humanisten, waaronder Maffeo Vegio. Geschillen met lokale advocaten over zijn eerste publicaties (Quaestiones dialecticae; De libero arbitrio; De elegantiis Latini sermonis) dwongen Valla om Pavia in 1433 te verlaten. Hij veroorzaakte vooral aanstoot door zijn kritiek op het Midden-Latijn, dat destijds gebruikelijk was in De elegantiis Latini sermonis. Hij eiste dat geleerden hun proza zouden modelleren naar het klassieke Latijn, zoals dat van Cicero. Valla verbleef daarna in verschillende Noord-Italiaanse steden, waaronder Milaan.
In 1435 ging Valla naar het hof van de humanistisch bevriende koning Alfons V van Aragón, die oorlog voerde om Napels in handen te krijgen. Valla verzamelde manuscripten uit het Nieuwe Testament, redigeerde werken in oude talen, herzag De voluptate en voltooide de Elegantiarum linguae Latinae libri sex en Dialectica. In dezelfde periode en onafhankelijk van Nicolaas van Cusa en Reginald Pecock bewees hij de onechtheid van de Donatio Constantini. Dit is tevens zijn bekendste werk op het gebied van het kerkelijk recht.
Zijn geschriften stelden hem in 1444 bloot aan verdenking van ketterij. Er werd een zaak tegen hem aangespannen bij de inquisitie, die hem echter niet veroordeelde vanwege zijn bekwame verdediging en door de tussenkomst van koning Alfons V. Het betekende wel dat Valla niet werd gerehabiliteerd.
Onder het pontificaat van de humanistische paus Nicolaas V verhuisde Valla in 1448 naar Rome en trad in pauselijke dienst als scriptor literarum apostolicarum. Daar zette hij zijn filologische werk voort met de vertaling van Thucydides. In 1455 werd hij secretaris van de Curie. In de laatste jaren van zijn leven gaf hij opnieuw les als hoogleraar retoriek en hield hij onder meer lezingen over Vergilius en Cicero.

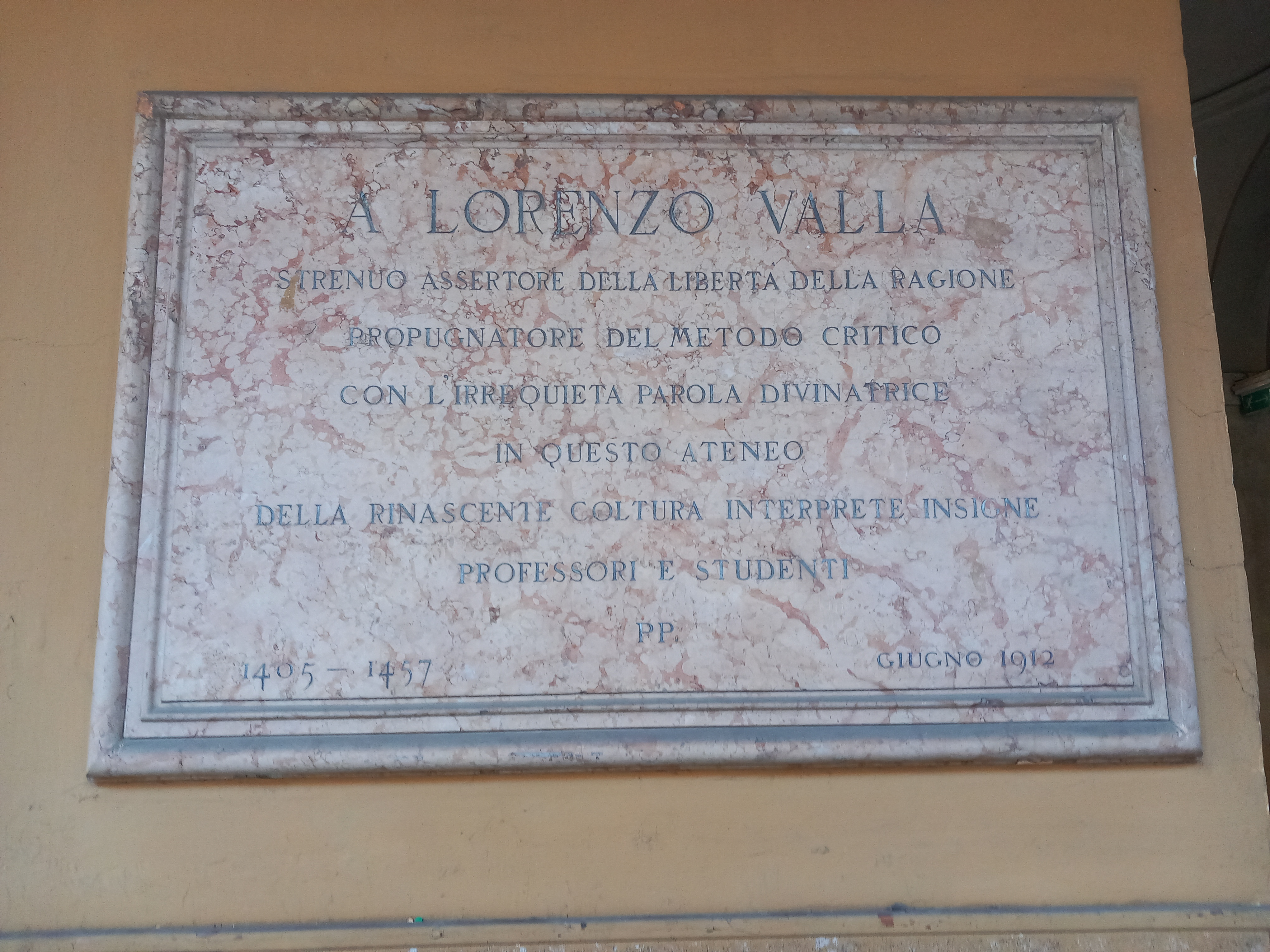
Gedenkteken voor Valla in het Lateraan

Valla stierf op 1 augustus 1457 als apostolisch secretaris en kanunnik. Hij werd met grote eer begraven onder de monumentale bronzen Lex de imperio Vespasiani achter het altaar van Sint-Jan van Lateranen. Zijn graf en grafschrift werden voor het laatst gezien door Seyfried Rybisch in 1570. In 1576 liet paus Gregorius XIII, een fervent gelovige in de Donatie van Constantijn, ze vernietigen toen hij het brons naar het Palazzo dei Conservatori verplaatste. Tegenwoordig is er slechts een gedenkteken voor Valla in het Lateraan.

## Reputatie
Valla's werken werden wijd verspreid en werden al in de 15e en 16e eeuw in verschillende talen vertaald. Maarten Luther had een hoge dunk van Valla en zijn geschriften, en Robert Bellarmine noemde hem "Luthers voorloper". Desiderius Erasmus verklaarde in zijn De ratione studii dat er voor de Latijnse grammatica "geen betere gids was dan Lorenzo Valla."
Oudere biografieën van Valla geven details over veel literaire en theologische geschillen, waarvan de meest prominente die met Gianfrancesco Poggio Bracciolini, die plaatsvond na zijn vestiging in Rome. Valla komt daarin over als twistziek, een combinatie van humanistische elegantie met kritische humor en venijn, en een tegenstander van de wereldlijke macht van de katholieke kerk.
Modern onderzoek erkent Valla als een van de bepalende figuren van het Italiaanse humanisme in de 15e eeuw en benadrukt vooral de radicaliteit van zijn nieuwe benaderingen. Ernesto Grassi beschouwt Valla's filosofische werk als een 'principiële afrekening met de traditionele metafysica en met het christelijke denken, voor zover het verankerd is in het platonisme en het aristotelisme'. Valla slaagde er echter niet in om via zijn kritiek op het stoïcisme en het platonisme een nieuwe christelijke manier van denken te bereiken. Paul Richard Blum stelt dat Valla, met zijn oneerbiedige interpretaties van theologische leringen en zijn antropocentrische perspectief, ertoe heeft bijgedragen dat de theologie haar status als leidende wetenschap in de moderne tijd heeft verloren. Hanna-Barbara Gerl-Falkovitz ziet Valla's belangrijkste prestatie in zijn ongewoon scherpe en principiële kritiek op de aristotelisch-scholastieke filosofie en in zijn alternatieve versie van een nieuwe filosofie gebaseerd op een nieuw taalkundig-filosofisch denken, waarvan hij een pionier was.

## Werken
Zijn meest bekende werken zijn:
- De elegantiis Latinae linguae
- De Voluptate
- De falso credita et ementita Constantini donatione declamatio

### Gedrukte edities
Verzamelde edities van Valla's werken, niet helemaal compleet, werden gepubliceerd in Bazel in 1540 en in Venetië in 1592, en Elegantiae linguae Latinae werd tussen 1471 en 1536 bijna zestig keer herdrukt.
- Opera omnia, Bazel 1540; herdrukt met een tweede deel (Turijn: Bottega d'Erasmo, 1962).
- Repastinatio dialectice et philosophie, uitg. G. Zippel, 2 delen. (Eerste kritische editie van de drie versies: Padua: Antenore, 1982).
- De Elegantiae linguae Latinae, Venetië 1471, onder redactie van S. López Moreda (Cáceres: Universidad de Extremadura, 1999).
- De vero fassoque bono, onder redactie van M. de Panizza Lorch, Bari, 1970.
- Collatio Novi Testamenti, onder redactie van A. Perosa (Florence: Sansoni, 1970).
- De falso credita et ementita Constantini donatione, uitg. W. Setz (Weimar: Hermann Böhlaus Nachfolger, 1976; herdrukt Leipzig: Teubner, 1994).
- Ars Grammatica, uitg. P. Casciano met Italiaanse vertaling (Milaan: Mondadori, Fondazione Lorenzo Valla, 1990).
- On the Donation of Constantine, De I Tatti Renaissance-bibliotheek, Engelstalig (Cambridge, Massachusetts: Harvard University Press, 2007).
- Dialectical Disputations, De I Tatti Renaissance Library, Engelstalig (Cambridge: Harvard University Press, Londen, 2012).
- Correspondence, uitg. Kok, Brendan. De I Tatti Renaissance-bibliotheek, Engelstalig (Cambridge, Massachusetts: Harvard University Press, 2013).

## In populaire cultuur
In Gargantua, eerste boek, beargumenteert François Rabelais een uitspraak over de kleur van het licht en de gemoedsstemming die dat veroorzaakt door de lezer te verwijzen naar het boek van Lorenzo Valla tegen dat van Bartolus.